# Guillaume Boivin
Guillaume Boivin (* 25. Mai 1989 in Montreal) ist ein kanadischer Bahn- und Straßenradrennfahrer.

## Laufbahn
Guillaume Boivin wurde 2007 Kanadischer Juniorenmeister im Teamsprint und gewann auf der Straße gewann er zwei Etappen der Tour de l’Abitibi. Im Erwachsenenbereich gewann er 2008 die Gesamtwertung und eine Etappe bei der Tour du Quebec, einer Rundfahrt des kanadischen Radsportkalenders. Im Jahr 2009 wurde er kanadischer Straßenmeister der U23-Klasse.
In den Jahren 2010 bis 2012 fuhr er für das kanadische Radsportteam SpiderTech-C10, welches zunächst eine Lizenz als Continental Team und dann ab 2011 Professional Continental Team besaß. Er gewann 2011 eine Etappe der Vuelta a Cuba und zwei Etappen des Mi-Août Bretonne. Er wurde Dritter des U23-Straßenrennens bei den Straßenweltmeisterschaften 2011.
Nach Auflösung des SpiderTech-Teams schloss er sich 2013 dem italienischen ProTeam Cannondale Pro Cycling an und gewann in seinem ersten Jahr eine Etappe bei diesem Team eine Etappe der Tour de Beauce. Er bestritt für die Mannschaft zweimal die Vuelta a España, die er 2013 als 149. beendete.
Im Jahr 2015 wechselte er zum US-amerikanischen Continental Team Optum-Kelly Benefit Strategies und wurde kanadischer Straßenmeister der Elite. Bei den Panamerikanische Spielen im selben Jahr wurde er Dritter im Straßenrennen. Ab 2016 fuhr er für Cycling Acadamy / Israel-Premier Tech. 2021 wurde er zum zweiten Mal nationaler Straßenmeister und belegte bei Paris–Roubaix Platz neun.

## Erfolge
2007
- Kanadischer Meister – Teamsprint (Junioren) mit François Chabot und Stéphane Cossette

2009
- Kanadischer Meister – Straßenrennen

2010
- eine Etappe Vuelta a Cuba
- zwei Etappen Mi-Août Bretonne
- Weltmeisterschaft – Straßenrennen (U23)

2013
- eine Etappe Tour de Beauce

2015
- Kanadischer Meister – Straßenrennen
- Panamerikanische Spiele – Straßenrennen
- eine Etappe Tour de Beauce

2016
- eine Etappe Tour of Rwanda

2017
- Prolog Tour of Taihu Lake

2018
- Famenne Ardenne Classic

2019
- Sprintwertung Vuelta a Castilla y León

2021
- Kanadischer Meister – Straßenrennen

## Grand Tours-Platzierungen
| Grand Tour            | 2013 | 2014 | 2015 | 2016 | 2017 | 2018 | 2019 | 2020 | 2021 | 2022 | 2023 | 2024 | 2025 |
| --------------------- | ---- | ---- | ---- | ---- | ---- | ---- | ---- | ---- | ---- | ---- | ---- | ---- | ---- |
| Giro d’ItaliaGiro     | –    | –    | –    | –    | –    | 117  | 125  | –    | –    | –    | –    | –    | –    |
| Tour de FranceTour    | –    | –    | –    | –    | –    | –    | –    | –    | 105  | DNF  | 126  | DNF  | 149  |
| Vuelta a EspañaVuelta | DNF  | 149  | –    | –    | –    | –    | –    | –    | –    | –    | –    | –    |      |